# Нематода цистоутворююча рисова
Нематода цистоутворююча рисова (Heterodera elachista) — вид паразитичних нематод родини гетеродерових (Heteroderidae) ряду тиленхід (Tylenchida). Ця нематода є шкідником рису (Oryza sativa), та поширена в Японії. Утворює на стеблі цисти чорного кольору. Інвазійний вид.